# Macayo 5.ª Sección
Macayo 5.ª Sección es una localidad del municipio de Reforma ubicado en el noroeste del estado mexicano de Chiapas.

## Geografía
La localidad de Macayo 5.ª Sección se sitúa en las coordenadas geográficas 17°53′18″N 93°18′29″O / 17.888333, -93.308056, a una elevación de 35 metros sobre el nivel del mar.

## Demografía
Según el Conteo de Población y Vivienda 2020, efectuado por el Instituto Nacional de Estadística y Geografía, la localidad de Macayo 5.ª Sección tiene 44 habitantes, de los cuales 28 son del sexo masculino y 16 del sexo femenino. Su tasa de fecundidad es de 1.24 hijos por mujer y tiene 43 viviendas particulares habitadas.
| Gráfica de evolución demográfica de Macayo 5.ª Sección entre 2000 y 2020 |
|                                                                          |
| INEGI.                                                                   |